# دورست (لاعب كرة قدم)
هـ. دورست هو مدافع كرة قدم إندونيسي سابق، شارك مع منتخب الهند الشرقية الهولندية في كأس العالم 1938. كما لعب على مستوى الأندية مع سيدوليغ باندونغ وفيوس باتافيا.

## وصلات خارجية
دورست على موقع الاتحاد الدولي (مؤرشف)  (الإنجليزية)